# Linia kolejowa Sokolov – Klingenthal
Linia kolejowa Sokolov – Klingenthal (Linia kolejowa nr 145 (Czechy)) – jednotorowa, regionalna i niezelektryfikowana linia kolejowa w Czechach i Niemczech. Łączy Sokolov i Klingenthal. Przebiega przez terytorium czeskiego kraju karlowarskiego i niemieckiego kraju związkowego Saksonia.